# Waarschoot
Waarschoot ist ein Ortsteil der belgischen Gemeinde Lievegem in der Region Flandern mit 7967 Einwohnern (Stand 1. Januar 2018). Bis zum 1. Januar 2019 war Waarschoot eine eigenständige Gemeinde.
Eeklo liegt 4 Kilometer nordwestlich, Gent 14 km südöstlich, Brügge 27 km nordwestlich, Antwerpen 55 km östlich und Brüssel etwa 63 km südöstlich.
Die nächsten Autobahnabfahrten befinden sich bei Nevele und Aalter an der A10/E 40.
Der Ort besitzt einen Regionalbahnhof an der Bahnlinie Gent–Eeklo; weitere befinden sich in Aalter und Landegem. In Gent halten auch überregionale Schnellzüge.
Bei Oostende und Antwerpen befindet sich Regionalflughäfen und nahe der Hauptstadt Brüssel gibt es einen internationalen Flughafen.
Im Bereich von Eeklo (Name bedeutet „Eichenlohe“), Waarschoot und Zomergem befindet sich die “provinziale Domäne” Het Leen.

## Persönlichkeiten
- Raymond Decorte (1898–1972), Radrennfahrer
- Roger De Corte (1923–2010), Radrennfahrer

## Weblinks

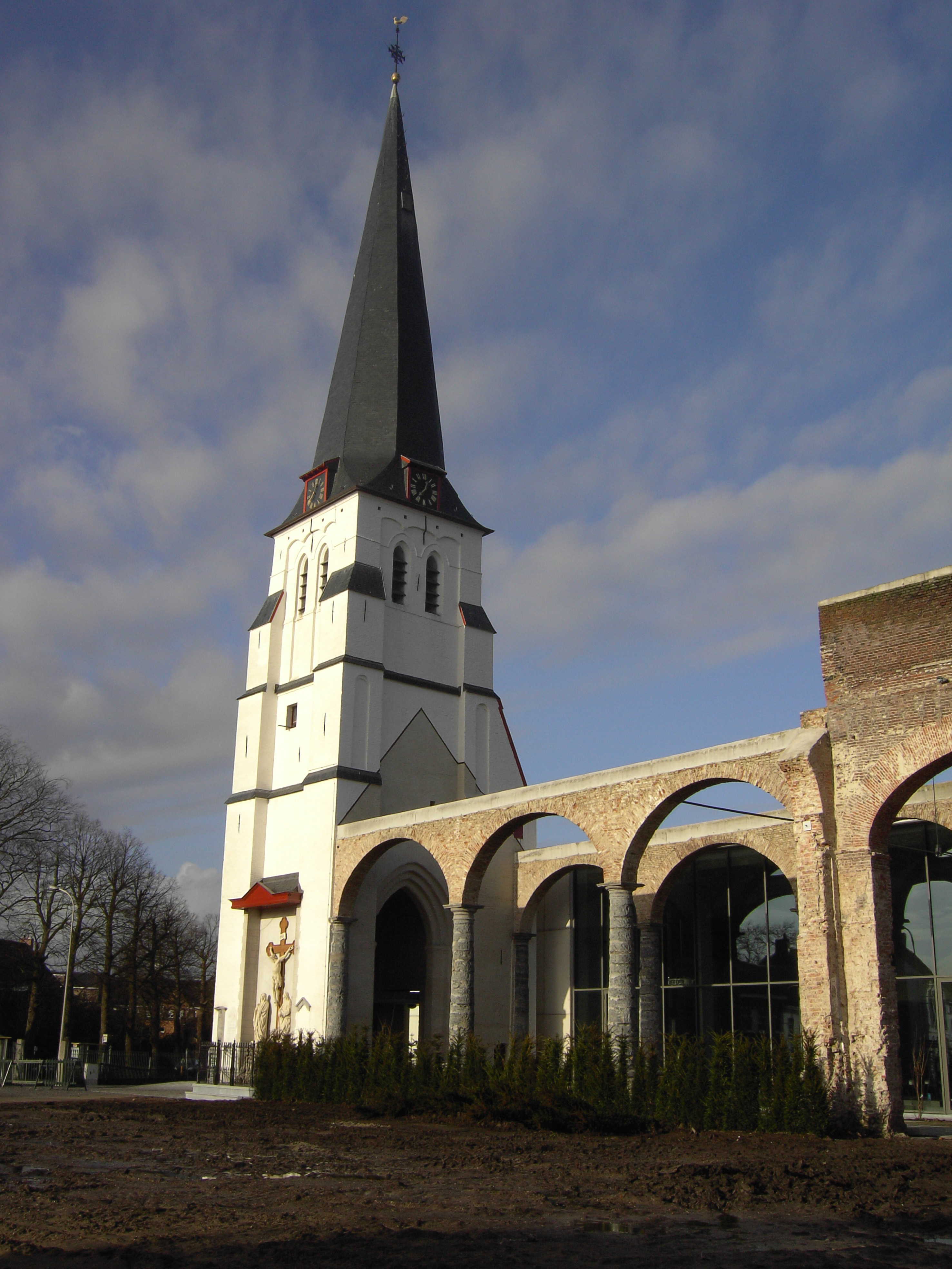
Turm und Ruine der abgebrannten Sint-Ghislenuskerk; dahinter befindet sich die neue moderne Kirche